# Carlos Cuesta
Carlos Eccehomo Cuesta Figueroa (Quibdó, 9 maart 1999) is een Colombiaans voetballer die doorgaans als centrale verdediger speelt. Hij tekende in februari 2025 een contract tot medio 2028 bij Galatasaray, dat hem overnam van KRC Genk.

## Carrière

### Atlético Nacional
Cuesta werd op tienjarige leeftijd opgenomen in de jeugd van Atlético Nacional. Hij debuteerde op 2 juli 2016 onder toenmalig hoofdtrainer Reinaldo Rueda in het eerste elftal, tijdens een wedstrijd in de Primera A uit bij Alianza Petrolera (eindstand: 3–3). Hij had een basisplaats en speelde van begin tot eind. Datzelfde jaar debuteerde Cuesta ook in het toernooi om de Copa Sudamericana, uit tegen Coritiba (1–1). Cuesta won met Atlético Nacional in 2017 de Apertura-titel en in 2018 de Copa Colombia.

### KRC Genk
Cuesta tekende in juli 2019 een contract tot medio 2024 bij KRC Genk, dat in het voorgaande seizoen Belgisch landskampioen was geworden. Hiervoor maakte hij op 20 juli 2019 zijn debuut. Hij kreeg toen direct een basisplaats in de met 3–0 gewonnen wedstrijd om de Belgische Supercup 2019, tegen KV Mechelen. Zijn competitiedebuut volgde zes dagen later, thuis tegen KV Kortrijk (2–1).

### Galatasaray
Na 5,5 seizoenen bij KRC Genk werd hij voor 8 miljoen euro overgenomen door de Turkse recordkampioen Galatasaray. Hij tekende een contract voor 3,5 seizoen.

## Clubstatistieken
| Seizoen     | Club              | Competitie      | Competitie | Competitie | Beker | Beker | Internationaal | Internationaal | Totaal | Totaal |
| Seizoen     | Club              | Competitie      | Wed.       | Dlp.       | Wed.  | Dlp.  | Wed.           | Dlp.           | Wed.   | Dlp.   |
| ----------- | ----------------- | --------------- | ---------- | ---------- | ----- | ----- | -------------- | -------------- | ------ | ------ |
| 2016        | Atlético Nacional | Primera A       | 15         | 0          | 0     | 0     | 1              | 0              | 16     | 0      |
| 2017        | Atlético Nacional | Primera A       | 30         | 0          | 4     | 0     | 3              | 0              | 37     | 0      |
| 2018        | Atlético Nacional | Primera A       | 11         | 0          | 3     | 0     | 0              | 0              | 14     | 0      |
| 2019        | Atlético Nacional | Primera A       | 5          | 0          | 0     | 0     | 0              | 0              | 5      | 0      |
| 2019/20     | KRC Genk          | Eerste klasse A | 20         | 0          | 2     | 0     | 4              | 0              | 26     | 0      |
| 2020/21     | KRC Genk          | Eerste klasse A | 34         | 0          | 4     | 0     | —              | —              | 38     | 0      |
| 2021/22     | KRC Genk          | Eerste klasse A | 21         | 1          | 0     | 0     | 9              | 0              | 30     | 1      |
| 2022/23     | KRC Genk          | Eerste klasse A | 33         | 1          | 3     | 0     | —              | —              | 36     | 1      |
| 2023/24     | KRC Genk          | Eerste klasse A | 33         | 1          | 1     | 0     | 8              | 0              | 42     | 1      |
| 2024/25     | KRC Genk          | Eerste klasse A | 10         | 1          | 3     | 0     | —              | —              | 13     | 1      |
| 2024/25     | Galatasaray       | Süper Lig       | 5          | 0          | 2     | 0     | 2              | 0              | 9      | 0      |
| Club totaal | Club totaal       | Club totaal     | 217        | 4          | 22    | 0     | 27             | 0              | 266    | 4      |

Bijgewerkt tot en met 1 juni 2025.

## Interlandcarrière
Cuesta maakte deel uit van verschillende Colombiaanse nationale jeugdselecties. Hij was basisspeler op het Zuid-Amerikaans kampioenschap –20 van 2017, het Zuid-Amerikaans kampioenschap –20 van 2019 en het WK –20 van 2019. Hij was op beide toernooien in 2019 ook aanvoerder.

## Erelijst
| Competitie          |                   |                   |                   |                   |
| Competitie          | Aantal            | Jaren             |                   |                   |
| Atlético Nacional   | Atlético Nacional | Atlético Nacional | Atlético Nacional | Atlético Nacional |
| ------------------- | ----------------- | ----------------- | ----------------- | ----------------- |
| Kampioen Primera A  | 1x                | 2017 Apertura     |                   |                   |
| Copa Colombia       | 1x                | 2018              |                   |                   |
| KRC Genk            |                   |                   |                   |                   |
| Belgische Supercup  | 1x                | 2019              |                   |                   |
| Beker van België    | 1×                | 2020/21           |                   |                   |
| Galatasaray         |                   |                   |                   |                   |
| Süper Lig           | 1x                | 2024/25           |                   |                   |
| Turkse voetbalbeker | 1x                | 2024/25           |                   |                   |

| Competitie   | Winnaar  | Winnaar  | Runner-up | Runner-up | Derde    | Derde    |
| Competitie   | Aantal   | Jaren    | Aantal    | Jaren     | Aantal   | Jaren    |
| Colombia     | Colombia | Colombia | Colombia  | Colombia  | Colombia | Colombia |
| ------------ | -------- | -------- | --------- | --------- | -------- | -------- |
| Copa América |          |          | 1x        | 2024      |          |          |

4 Jakobs ·
5 Aydın ·
6 Sánchez ·
7 Sallai ·
8 Demirbay ·
9 Icardi ·
10 Sané ·
11 Akgün ·	
17 Elmalı ·
18 Kutlu ·
19 Güvenç ·
20 Sara ·
21 Kutucu ·
23 Ayhan ·
24 Jelert ·
26 Cuesta ·
29 Frankowski ·
30 Demir ·
33 Gürpüz ·
34 Torreira ·
38 Ordu ·
42 Bardakcı ·
50  J. Yılmaz ·
53 B. Yılmaz ·
77 Morata ·
83 Akman ·
90 Baltacı ·
99 Lemina ·
Coach: Buruk